# Commissão de Linhas Telegraphicas, Botanica
Commissão de Linhas Telegraphicas, Botanica (abreviado Comm. Lin. Telegr., Bot.) fue una revista con ilustraciones y descripciones botánicas que fue publicada en Brasil desde 1910 hasta 1922, con el nombre de Commissao de Linhas Telegraphicas Estratégicas de Matto Grosso ao Amazonas. Annexo 5 Historia Natural. Botanica